# Carolina (gőzhajó)
A Carolina a Duna első gőzhajója volt. Bernhard Antal pécsi polgár építette a Dráva közeli Sellyén. 1817. március 21-én bocsátották vízre, majd Bécsbe vontatták. Ugyanazon év szeptember 5-én érkezett először Pestre.
A hossza 13,37 méter, szélessége 3,16 méter, merülése 1,02 méter volt. Ezzel a hajóval indult meg 1820. július 16-án a budapesti hajóközlekedés. A Carolina gőzgépének teljesítménye mindössze 17,7 kW volt, és mivel a hajóteste is kicsi volt, ezért az utasokat a hozzákapcsolt uszályon szállították. A hajó sebessége, 488 mázsa súlyú rakománnyal terhelt uszállyal a Dunán felfelé 3,4 km, lefelé 17 km/h volt.
A hajót először vontatóként akarták használni, de a teljesítménye ehhez nem volt elég, ezért utasokat szállított Pest, Buda és Óbuda között. A hajó és uszálya napi két menetet tudott teljesíteni. Csak hajózási szezonban közlekedett, mert a hajóhíd olcsóbb volt, így kevés utasa volt. Már a következő évben sem vett részt Budapest közlekedésében, a tulajdonosa visszavitte a Drávára, ahol 1824-ben mint roncsot látták utoljára.

## Források

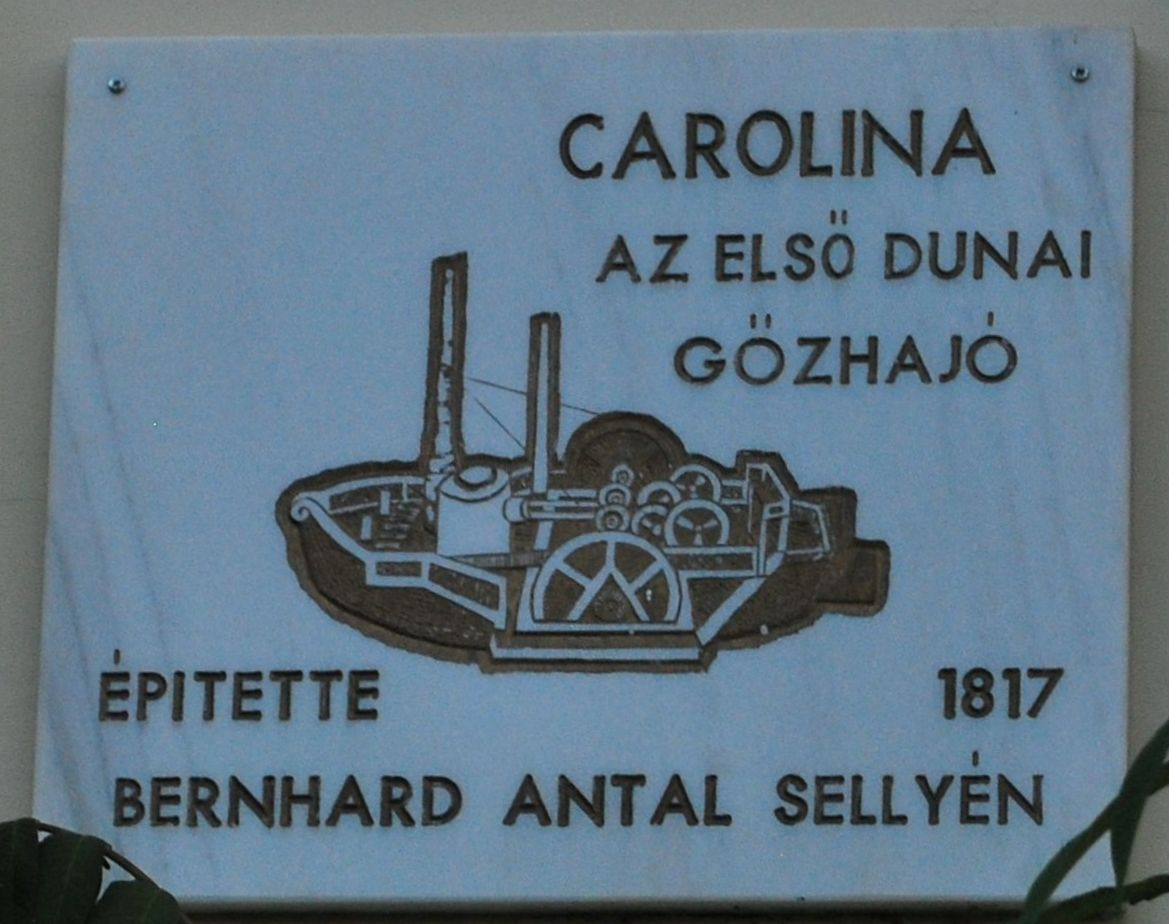
A Carolina gőzhajó emléktáblája Sellyén, a Kiss Géza múzeum falán